# Lèmur mostela dels Scott
El lèmur mostela dels Scott (Lepilemur scottorum) és un lèmur del gènere dels lèmurs mostela (Lepilemur). Com tots els lèmurs, és endèmic de Madagascar. Només viu al Parc Nacional de Masoala (província d'Antsiranana). El seu nom és un homenatge als filantrops Suzanne i Walter Scott Jr. El seu parent més proper és el lèmur mostela de Seal.